# 何塞瑪麗亞坎佩爾區
何塞瑪麗亞坎佩爾區（西班牙語：Distrito de José María Quimper），是秘魯的一個區，位於該國南部阿雷基帕大區的卡馬納省，始建於1944年11月3日，面積16.72平方公里，海拔高度22米，2005年人口4,231，人口密度每平方公里250人。